# هاكارو هاشيموتو
هاكارو هاشيموتو (باليابانية : 橋本 策 ، من 5 أيار 1881 - 9 كانون الثاني 1934 ) كان عالم في الطب في فترة تايشو ومييجي.

## السيرة الذاتية
ولد في 5 أيار عام 1881، تخرج من كلية الطب في جامعة كيوشو في عام 1907.

## النشاط العلمي
اكتشف بعام 1912 التهاب الغدة الدرقية المزمن (ويسمى أيضا بداء هاشيموتو).